# قاسم کارخانه
قاسم کارخانه (متولد ۳۱ مرداد ۱۳۷۳ در ورامین) بازیکن والیبال ایرانی است. او در سال‌های ۱۳۸۹ و ۱۳۹۱ همراه با تیم ملی نوجوانان و جوانان در مسابقات قهرمانی جهان شرکت کرده و هم‌اکنون عضو تیم ملی ب ایران است.او فرزند  مصطفی کارخانه است.